# DJ Bobo

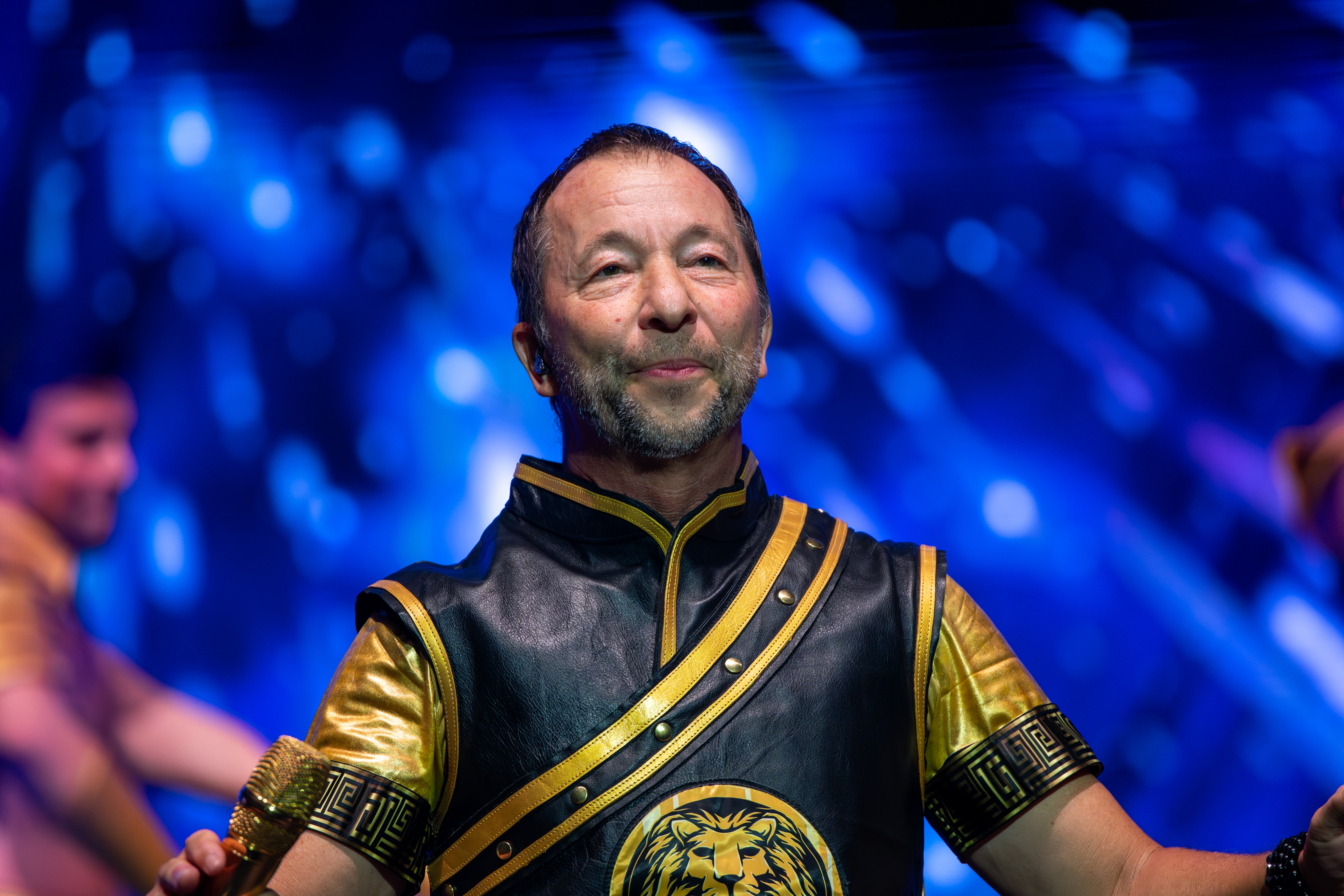
DJ BoBo, 2024

René Baumann (sinh ngày 5 tháng 1 năm 1968 tại Kölliken, Thụy Sĩ), cũng được biết đến với tên gọi DJ BoBo, là một nhạc sĩ Thụy Sĩ thành công với thể loại Eurodance. Cha ông, Luigi Cipiriano, là người Ý và mẹ ông, Ruth Baumann, là người Thụy Sĩ.

## Sự nghiệp ca nhạc
Là một nhà viết nhạc, thành công đầu tiên của anh là single (đĩa đơn) "Somebody Dance with Me", có giai điệu khá giống một bài hát của Rockwell: "Somebody's Watching Me". Đĩa đơn này khi phát hành đã đứng thứ nhất tại Thụy Sĩ. Sau đó, 2 single khác của anh cũng có được những thành công đáng kể: "Keep on Dancing" và "Take Control".
René nhận được khá nhiều đĩa vàng và đĩa bạch kim cho các tác phẩm của anh và anh thành công ở Châu Âu (chủ yếu là Đức và Thụy Sĩ), Israel, và Nam Mỹ. Những tác phẩm gần đây của René đã bắt đầu tách khỏi thể loại Eurodance, tuy vậy, anh vẫn viết các tác phẩm theo phong cách Eurodance như "Moscow" (2001), "No More Pain" (2003), và "Amazing Life" (2005). Anh cũng viết "Pirates of Dance" vào năm 2005.
Một trong những single của anh, "Chihuahua", được sử dụng trong quảng cáo của Coca-Cola Tây Ban Nha. Năm 20003, bài hát được phát hành lại do thành công lớn và trở thành single đứng thứ hai được bán nhieùe nhất thế giới. tháng 12 năm 2004, phiên bản Tiếng Quảng Đông của Chihuahua được viết bởi Wyman Wong cho sản phẩm của Coca-Cola cho thị trường Trung Quốc. Phiên bản này được trình bày bởi Joey Yung.
Năm 2004, với sự thành công của "Chihuahua", René đã được trao tặng Giải thưởng người Thụy Sĩ cho công cuộc nghệ thuật (tiếng Anh: "The Swiss award for Showbusiness") tại buỗi lễ Trao giải người Thụy Sĩ (tiếng Anh: "Swiss awards"), một sự kiện thường xuyên nhằm tôn vinh những đóng góp lớn cho người Thụy Sĩ.
Không chỉ là một nhạc sĩ và ca sĩ thể loại nhạc Eurodance, René còn là một nghệ sĩ ba-lê tài năng.

## 2007 Eurovision Song Contest
Ngày 11 tháng 11 năm 2006, DJ Bobo đã nói trong một cuộc họp báo rằng anh sẽ là đại diện cho Thụy Sĩ tham gia Eurovision Song Contest 2007.

Trong những năm trước đó, đại diện của Thụy Sĩ không nhất thiết phải là người có quốc tịch Thụy Sĩ, ví dụ như, cô ca sĩ người Canađa Celine Dion đã đoạt giải Eurovision Song Contest 1988, khi đó cô đại diện cho Thụy Sĩ. Trong buổi họp báo của DJ Bobo, anh ta nói với phóng viên rằng "thật là xấu hổ khi những những người Thụy Sĩ nộp thuế từ bản quyền TV để gây quỹ cho một người nước ngoài, và chúng ta nên chồng lại điều đó." (tiếng Anh: "it's a shame for Swiss tax payer money from the TV licence fees to go to fund a foreign act, and the people should resist that.").
Tháng 12 năm 2006, Hội đồng TV Thụy Sĩ (tiếng Anh: "the Swiss TV Council") đã công bố rằng họ đã chọn Bobo trong số hơn 200 ứng viên đại diện cho Thụy Sĩ tại Helsinki. Hội đồng nhận được một số phản đối tiêu cực rằng cuộc bình chọn không công bằng với những ca sĩ và nhóm nhạc ít được biết đến nhưng có phong cách âm nhạc hay hơn (như Shakra)

## Chương trình thức ăn thế giới (WFP)
DJ Bobo trở thành Đại sứ quốc gia chống nạn đói của Liên Hợp Quốc với Chương trình thức ăn thế giới vào tháng 10 năm 2006, và là người Thụy Sĩ đầu tiên được nhận trọng trách này. Anh cũng tham gia vào sự kiện diễn ra năm 2006 tại Geneva: Chống nạn đói.

## Gia đình
Năm 1993, René gặp Nancy Rentzsch; cô tham gia vào nhóm của anh năm 1995. René và Nancy trở thành một đôi, và năm 2002, họ cưới nhau.

## Các sáng tác
Album:
- Dance with Me (1993)
- There Is a Party (1994)
- Just for You (1995)
- World in Motion (1996)
- Magic (1998)
- The Ultimate Megamix '99 (1999)
- Level 6 (1999)
- Planet Colors (2001)
- Celebration (2002)
- Visions (2003)
- Chihuahua (2003)
- Live in Concert (2003)
- Pirates of Dance (2005)
- Greatest Hits (2006)
- Vampires (2007)
- Fantasy (2009)
- Dancing Las Vegas (2011)
- Circus (2014)

Đĩa đơn:
- "I Love You" (1989)
- "Ladies in the House" (1991)
- "Let's Groove On" (1991)
- "Somebody Dance with Me" (1992)
- "Keep on Dancing" (1993)
- "Take Control" (1994)
- "Everybody" (1994)
- "Let the Dream Come True" (1994)
- "Love Is All Around" (1995)
- "There Is a Party" (1995)
- "Freedom" (1995)
- "Love Is the Price" (1996)
- "Pray" (1996)
- "Respect Yourself" (1996)
- "It's My Life" (1997)
- "Shadows of the Night" (1997)
- "Where Is Your Love" (1998)
- "Around the World" (1998)
- "Celebrate" (1998)
- "Together" (1999)
- "Lies" (1999)
- "What a Feeling" (2001)
- "Hard to Say I'm Sorry" (2001)
- "Colors of Life" (2001)
- "Celebration" (2002)
- "I Believe" (2003)
- "Chihuahua" (2003)
- "Pirates of Dance" (2005)
- "Amazing Life" (2005)
- "Secrets of Love" (2006)